# Sveti Ivan Žabno
Sveti Ivan Žabno falu és község Horvátországban Kapronca-Kőrös megyében. Közigazgatásilag Brdo Cirkvensko, Brezovljani, Cepidlak, Cirkvena, Hrsovo, Kenđelovec, Kuštani, Ladinec, Markovac Križevački, Novi Glog, Predavec Križevački, Rašćani, Sveti Petar Čvrstec, Škrinjari és Trema települések tartoznak hozzá.

## Fekvése
Kőröstől 10 km-re délkeletre a Bilo-hegység legnyugatibb lejtőin fekszik.

## Története
A régészeti leletek tanúsága szerint területe már a kőkorszakban is lakott volt. A szomszédos Brezovljani faluban az i.e. 2800 és 2650 között virágzott sopoti kultúra egyik leggazdagabb leletegyüttese került elő, melyet a szakirodalom a sopoti kultúra brezovljani típusaként tart számon. Sveti Ivan Žabnoi központjából a plébániatemplom környékéről számos ókori lelet is előkerült.
A település (Žabno) nevének első írásos említése 1201-ből származik még pataknévként "Xabiniza" alakban. A 13. század elején a terület a zágrábi püspökségé, mely 1232-ben a csázmai káptalannak ajándékozta. A Sveti Ivan (Szent János) név is nagyon régi, először 1323-ban szerepel egy nemesi névben "de Sancto Johanes" alakban. Ezt a nevet Keresztelő Szent János tiszteletére szentelt középkori templomáról kapta. A templom fennállásáról az első biztos adat 1349-ből származik "apud ecclesiam Sancti Johanni de Sabnycha" alakban. A 14. és 15. század folyamán többnyire birtoknévként fordul elő mint a Zsabnica-patak mentén fekvő terület neve. Birtokosai ebben az időben a Scsapec, Ivanusics, Kandalics, Horvát, Hassady, Simonffy, Bradács, Kuthkóczy, Borothva, Sartor, Kerecsényi és Zovinovics családok voltak. A 16. században a Kerecsényi, Kuthkóczy és Prasovicz családokat találjuk itt. Magát a falut 1470-ben és 1486-ban Alsó- és Felsőzsabnica (Donja és Gornja Žabnica) néven említik, tehát ekkor még két település volt. Az 1501-es egyházlátogatás említi a plébánia két papját, akik mindössze egy adózó portával rendelkeztek.
A 16. században ezen a vidéken is egyre gyakoribbak váltak a török támadások. A török elleni védelmül építették fel az először 1557-ben említett várkastélyt. Zvonko Lovrenčević szerint a plébániatemplomot már korábban megerősítették és árokkal vették körül. A 17. században a török veszély elmúltával barokk stílusban építették át. A település a katonai határvidék része lett. A katonai közigazgatást 1871-ben szüntették meg, mely a társadalmi élet fejlődésére serkentőleg hatott. Megalakult Belovár-Körös vármegye, a mai plébánia területe pedig két akkori plébánia a körösi és a belovári része lett. 1891-ben a körösi járásban megalakult Sveti Ivan Žabno község, mely Sveti Ivan Žabno, Predavec, Brezovljani, Poljana, Gračina, Bukovje, Cirkvena, Kenđelovac, Markovac, Rovišće, Kraljevac, Kovačevac Buzadovac, Tučenik, Cubinec, Kuštani, Novi Glog, Cepidlak, Remetinec falvakat és néhány tanyát foglalt magában. A környező falvak mezőgazdasági jellege miatt Sveti Ivan Žabno ezek vásáros helyévé vált, de megjelent a kézművesség és az ipar is.
A falunak 1857-ben 418, 1910-ben 964 lakosa volt. Trianonig Belovár-Kőrös vármegye Körösi járásához tartozott. 1908-ban megalakult a marhatenyésztő egyesület, mely szimmentáli marhák tenyésztésére szakosodott és később szövetkezetté alakulva a horvát marhatenyésztés egyik központja lett. Az első, még német nyelvű iskola 1782-ben nyílt meg a településen. 1802-től a német mellett a horvát nyelvű oktatás is megindult. 1884-ben megnyílt a horvát olvasókör is. 1892-ben rézfúvós zenekar alakult, 1925-ben pedig megalapították a "Tomislav" énekegyüttest és tamburazenekart, mely a mai napig is működik. Az önkéntes tűzoltóegylet 1892-ben alakult.
1954-ben az országgyűlés határozata alapján a település nevéből elhagyták a "Sveti Ivan" (Szent János) nevet, melyet csak 1990-ben kapott vissza. Sveti Ivan Žabno község 1993-ban alakult meg, búcsúnapja Keresztelő Szent János ünnepén van. 2001-ben a falunak 1270, a községnek összesen 5628 lakosa volt.

## Nevezetességei
Keresztelő Szent János tiszteletére szentelt plébániatemploma. Az itt talált régészeti leletek arra utalnak, hogy a templom egy római épület alapjain épült. Először 1334-ben a zágrábi főesperesnek a zágrábi káptalan helyzetéről szóló oklevelében említik. Az első nagyobb átépítésen 1633-34-ben esett át, majd a 18. század közepén barokk-klasszicista stílusban építették át. Harmadik átépítése a 19. század végén történt, amely a templom keleti részét érintette. Ekkor nyerte el mai latin kereszt alakját. 